# Turó de les Dalles
El Turó de les Dalles és una muntanya de 1.244 metres que es troba entre els municipis de Seva i de Viladrau, a la comarca d'Osona.